# 帕乔德
帕乔德（Pacode），是印度泰米尔纳德邦甘尼亚古马里县的一个城镇。总人口22521（2001年）。

## 人口
该地2001年总人口22521人，其中男性11395人，女性11126人；0—6岁人口2521人，其中男1289人，女1232人；识字率75.50%，其中男性为78.52%，女性为72.42%。